# Stati Uniti d'America ai V Giochi olimpici invernali
Gli Stati Uniti d'America parteciparono ai V Giochi olimpici invernali, svoltisi a Sankt Moritz, Svizzera, dal 30 gennaio all'8 febbraio 1948, con una delegazione di 69 atleti impegnati in nove discipline.

## Medagliere

### Per discipline
| Sport                   | Oro | Argento | Bronzo | Totale |
| ----------------------- | --- | ------- | ------ | ------ |
| Sci alpino              | 1   | 1       | 0      | 2      |
| Bob                     | 1   | 0       | 2      | 3      |
| Pattinaggio di figura   | 1   | 0       | 0      | 1      |
| Pattinaggio di velocità | 0   | 2       | 0      | 2      |
| Skeleton                | 0   | 1       | 0      | 1      |
| Totale                  | 3   | 4       | 2      | 9      |

### Medaglie
| Medaglia | Atleta                                                     | Sport                   | Evento                         |
| -------- | ---------------------------------------------------------- | ----------------------- | ------------------------------ |
| Oro      | Francis Tyler Patrick Martin Edward Rimkus William D'Amico | Bob                     | Bob a quattro maschile         |
| Oro      | Richard Button                                             | Pattinaggio di figura   | Pattinaggio di figura maschile |
| Oro      | Gretchen Fraser                                            | Sci alpino              | Slalom speciale femminile      |
| Argento  | Kenneth Bartholomew                                        | Pattinaggio di velocità | 500 m maschile                 |
| Argento  | Robert Fitzgerald                                          | Pattinaggio di velocità | 500 m maschile                 |
| Argento  | Gretchen Fraser                                            | Sci alpino              | Combinata femminile            |
| Argento  | John Heaton                                                | Skeleton                | Maschile                       |
| Bronzo   | Fred Fortune Sky Carron                                    | Bob                     | Bob a due maschile             |
| Bronzo   | James Bickford Thomas Hicks Donald Dupree William Dupree   | Bob                     | Bob a quattro maschile         |